# ポストプロダクション
ポストプロダクション (Post-production) は、番組やパッケージメディアなどの映像作品、映画の製作における撮影後の作業の総称。この作業を担当するスタジオないし制作会社のことを指す場合もある。ポスプロと略される。
ポストプロダクションの作業には、以下のように多くの業務が含まれている。
- 映画やドラマのカラーグレーディング(DI)
- CMのグレーディング
- 映像の編集
- 音楽の編集
- ナレーションの録音・アフレコや効果音の追加（MA）
- VFXの追加合成
- 映像／音声の補正・修正・修復（カラコレなど）
- テレシネ（フィルムから電気信号への変換）
- DVDのオーサリング
- レーザーディスクのプリマスタリング
- 素材・マスターテープのダビング・方式変換

最近ではVFX、とりわけCG作業により、この工程が長期化する傾向にある。